# Clyde Tomb von Blasthill

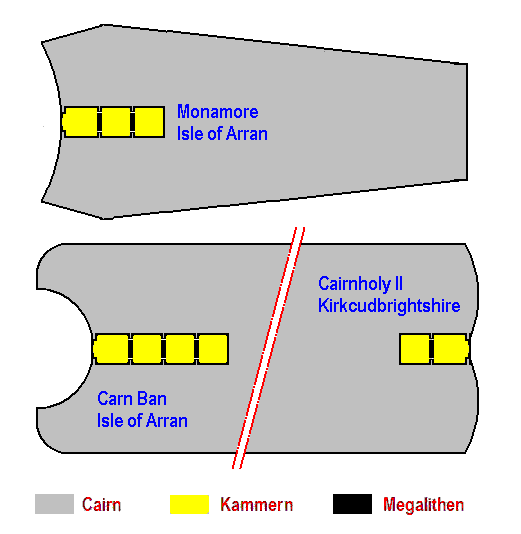
Prinzipskizze von Clyde Tombs

Das Clyde Tomb von Blasthill liegt auf der schottischen Halbinsel Kintyre, 12 km von Campbeltown in Argyll and Bute. Die Megalithanlage vom Typ Clyde Tomb liegt etwa 600 m nordöstlich des Blasthill, an der schmalen Straße, die im südlichen Teil der Kintyre-Halbinsel auf der Ostseite verläuft.
Blasthill ist ein bis 2009 unausgegrabenes Beispiel einer für die Region Argyll and Bute typischen Cairns. Seine letzte Ausbaustufe ist ein eindrucksvoller, langer Hügel mit zwei megalithischen Kammern und einer Fassade aus rosafarbenen Steinen zu beiden Seiten des Zugangs am Ostende. Es ist möglich, dass die quer liegende Kammer im Zentrum des Cairns früher entstanden ist und von einem kleinen runden Steinhügel umgeben war. Darauf verweisen zumindest Analogien mit ausgegrabenen Anlagen in Schottland. Der kleine Steinhügel wurde zwischen 3000 und 2500 v. Chr. in dem größeren mit seiner axial gelegenen Kammer eingegliedert. Von den Randsteinen des Cairns und den Steinen der Fassade sind noch 40–50 % vorhanden. Als die Megalithanlage außer Nutzung ging, wurden vor dem Eingang Steine angehäuft, um sie zu versiegeln.
In der Nähe liegt das Clyde Tomb von Brackley.